# Lưu Thiếu Kỳ
Lưu Thiếu Kỳ (24 tháng 11, 1898 – 12 tháng 11, 1969) là một nhà cách mạng, nhà chính trị và nhà lý luận người Trung Quốc. Ông là Ủy viên trưởng Ủy ban Thường vụ Đại hội Đại biểu Nhân dân Toàn quốc từ năm 1954 đến năm 1959, Phó Chủ tịch Đảng Cộng sản Trung Quốc đầu tiên từ năm 1956 đến năm 1966 và Chủ tịch nước Cộng hòa Nhân dân Trung Hoa, nguyên thủ quốc gia của Trung Quốc từ năm 1959 đến năm 1968.
Trong 15 năm, Lưu Thiếu Kỳ là người quyền lực thứ ba ở Trung Quốc, chỉ xếp sau Chủ tịch Mao Trạch Đông và Thủ tướng Chu Ân Lai. Dù ban đầu được Mao Trạch Đông chọn làm người kế nhiệm chức, Lưu Thiếu Kỳ đã chỉ trích gay gắt vị lãnh tụ này vào những năm 1960, ngay trước Cách mạng Văn hóa. Ông cáo buộc Mao đã "gây ra thảm họa kinh tế lớn chưa từng có ở Trung Quốc", sau thất bại của cuộc Đại nhảy vọt. Từ năm 1966 cho đến lúc qua đời, Lưu Thiếu Kỳ liên tục bị Mao Trạch Đông thanh trừng, bị kết tội "phản loạn", "trung thành với chủ nghĩa đế quốc" và "công khai chống lại chủ nghĩa Mao". Năm 1968, Lưu Thiếu Kỳ dần dần biến mất khỏi đời sống chính trị, bị mọi người phỉ báng là "đầu sỏ đế quốc", "phần tử phản cách mạng",...
Lưu Thiếu Kỳ chết trong Cách mạng Văn hóa. Mãi cho đến thập niên 1980, Chính phủ Đặng Tiểu Bình đã quyết định phục hồi danh dự cho Lưu Thiếu Kỳ và tổ chức hẳn một lễ tang cấp nhà nước cho ông, mặc dù ông đã qua đời và được chôn cất 11 năm trước đó.

## Tiểu sử

### Thời trẻ

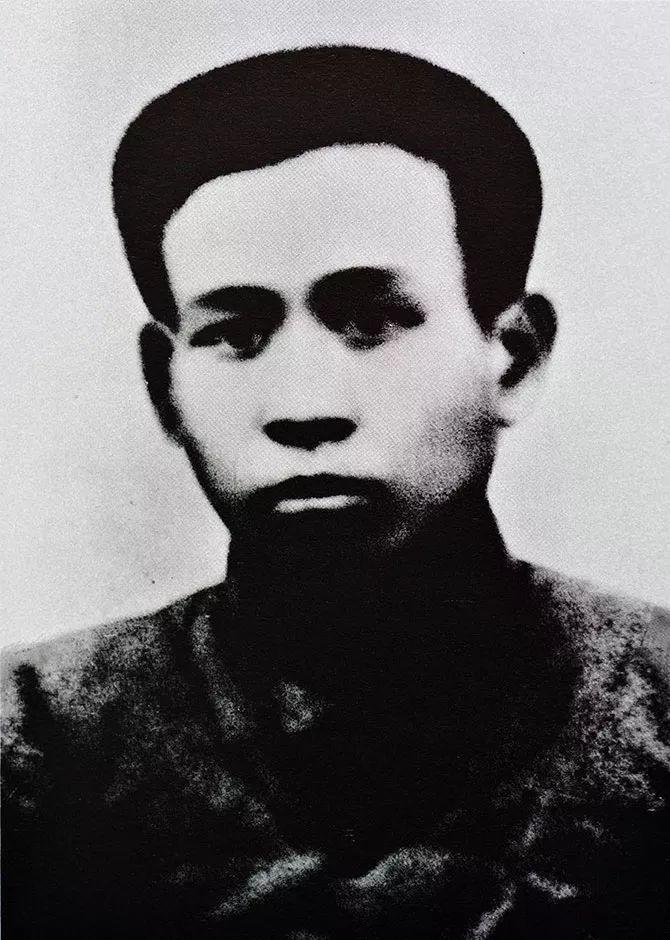
Lưu Thiếu Kỳ, 1927

Lưu Thiếu Kỳ sinh ra trong một gia đình nông dân khá giả ở làng Hoa Minh Lâu, Ninh Hương, tỉnh Hồ Nam; quê tổ của ông ở huyện Cát Thủy, Giang Tây. Lưu Thiếu Kỳ học tại trường Trung học Ninh Hương trú tỉnh, và được giới thiệu tham gia một lớp học ở Thượng Hải để chuẩn bị sang Nga du học. Năm 1920, ông cùng  Nhậm Bật Thời gia nhập Đoàn Thanh niên Xã hội chủ nghĩa; năm sau, Lưu Thiếu Kỳ được tuyển vào học tại Trường Đại học Lao động Cộng sản Phương Đông ở Moskva.
Ông gia nhập Đảng Cộng sản Trung Quốc (ĐCSTQ) mới thành lập năm 1921. Năm tiếp theo, Lưu Thiếu Kỳ trở về Trung Quốc, và với tư cách là thư ký của Hiệp hội Lao động toàn Trung Quốc, đã lãnh đạo một số cuộc đình công của công nhân đường sắt ở Châu thổ sông Dương Tử và khu An Nguyên, vùng biên giới Giang Tây–Hồ Nam.

### Hoạt động chính trị thời kỳ đầu
Năm 1925, Lưu Thiếu Kỳ trở thành thành viên của Ban chấp hành Liên đoàn Lao động toàn Trung Quốc có trụ sở ở Quảng Châu. Trong hai năm tiếp đó, ông lãnh đạo nhiều cuộc đình công và chiến dịch chính trị ở Hồ Bắc và Thượng Hải. Lưu Thiếu Kỳ làm việc với Lý Lập Tam ở Thượng Hải vào năm 1925, tổ chức hoạt động Cộng sản sau Sự kiện 30 tháng 5. Sau một thời gian làm việc ở Thượng Hải, ông chuyển đến Vũ Hán. Lưu Thiếu Kỳ bị bắt một thời gian ngắn ở Trường Sa, sau đó trở về Quảng Châu để giúp tổ chức cuộc đình công kéo dài 16 tháng ở Quảng Châu–Hồng Kông.
Ông được bầu vào Ban Chấp hành Trung ương Đảng năm 1927, và được bổ nhiệm làm người đứng đầu Bộ Lao động. Lưu Thiếu Kỳ quay lại làm việc tại trụ sở đảng ở Thượng Hải vào năm 1929, trở thành Bí thư Thành ủy Mãn Châu ở Phụng Thiên. Năm 1930 và 1931, ông tham dự Hội nghị lần thứ ba và thứ tư của Ban Chấp hành Trung ương khóa VI, được bầu vào Ban Chấp hành Trung ương (tức là Bộ Chính trị) của Cộng hòa Xô viết Trung Hoa năm 1931 hoặc 1932. Năm 1932, Lưu Thiếu Kỳ rời Thượng Hải, đến Giang Tây Xô viết.

### Lãnh đạo cấp cao

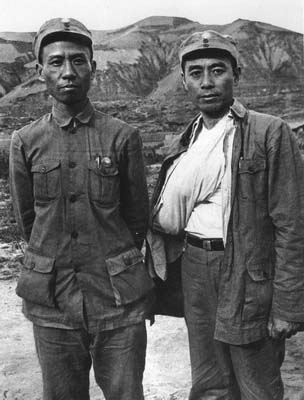
Lưu Thiếu Kỳ và Chu Ân Lai, 1939

Lưu Thiếu Kỳ trở thành Bí thư Tỉnh ủy Phúc Kiến vào năm 1932. Ông đi theo đoàn Vạn lý Trường chinh năm 1934, ít nhất là đến tận Hội nghị Tuân Nghĩa cơ yếu, nhưng sau đó lại được cử đến "Bạch khu" (khu vực do Quốc dân đảng kiểm soát) để tổ chức lại các hoạt động ngầm ở miền bắc Trung Quốc, tập trung quanh Bắc Kinh và Thiên Tân. Lưu Thiếu Kỳ trở thành Bí thư Đảng ủy ở Hoa Bắc vào năm 1936, lãnh đạo các phong trào chống Nhật trong khu vực với sự hỗ trợ của Bành Chân, An Tử Văn, Bạc Nhất Ba, Kha Khánh Thy, Lưu Lan Đào và Diêu Y Lâm. Năm 1939, ông điều hành Trung Nguyên cục đổi tên thành Hoa Trung cục vào năm 1941. Một số nguồn Nhật Bản cáo buộc rằng tổ chức của Lưu Thiếu Kỳ đã châm ngòi cho Sự kiện Lư Câu kiều vào tháng 7 năm 1937, giúp Nhật Bản có cớ để phát động Chiến tranh Trung–Nhật lần thứ hai.
Năm 1937, Lưu Thiếu Kỳ đến căn cứ Cộng sản ở Diên An; năm 1941, ông nhậm chức chính ủy Tân Tứ quân. Lưu Thiếu Kỳ được bầu làm một trong năm Bí thư ĐCSTQ tại Đại hội Đảng toàn quốc lần thứ bảy năm 1945. Sau kỳ đại hội đó, ông đã là nhà lãnh đạo tối cao của tất cả các lực lượng Cộng sản ở Mãn Châu và miền bắc Trung Quốc, một vai trò thường bị các nhà sử học bỏ qua.
Năm 1949, Lưu Thiếu Kỳ giữ chức Phó Chủ tịch Chính phủ Nhân dân Trung ương. Năm 1954, Trung Quốc thông qua hiến pháp mới tại Đại hội đại biểu Nhân dân toàn quốc khóa đầu tiên; tại phiên họp đầu tiên của Đại hội, Lưu Thiếu Kỳ được bầu làm Ủy viên trưởng Ủy ban thường vụ Đại hội, một chức vụ mà ông giữ cho đến niên khóa Đại hội thứ hai bắt đầu vào năm 1959. Từ năm 1956 cho đến khi mãn nhiệm vào năm 1966, Lưu Thiếu Kỳ được xếp là Phó Chủ tịch thứ nhất của Đảng Cộng sản Trung Quốc.
Công việc mà Lưu Thiếu Kỳ đảm nhận chủ yếu tập trung vào các vấn đề tổ chức và lý luận của đảng. Ông là một người Cộng sản kiểu Xô viết chính thống, ủng hộ việc lập các kế hoạch nhà nước và phát triển công nghiệp nặng. Lưu Thiếu Kỳ diễn đạt chi tiết niềm tin chính trị và kinh tế trong các tác phẩm của mình. Các tác phẩm nổi tiếng nhất của ông có thể kể đến Làm thế nào để trở thành một Đảng viên Cộng sản tốt (1939), Bàn về đảng (1945), Chủ nghĩa quốc tế và Chủ nghĩa dân tộc (1952).

### Chủ tịch nước
Tại Đại hội toàn quốc ĐCSTQ lần thứ tám vào tháng 5 năm 1958, Lưu Thiếu Kỳ phát biểu ủng hộ nhiệt liệt kế hoạch Đại nhảy vọt. Ông đứng cùng Đặng Tiểu Bình và Bành Chân ủng hộ các chính sách của Mao Trạch Đông, đối lập với những người có khuynh hướng chỉ trích như Trần Vân và Chu Ân Lai.
Nhờ vậy, Lưu Thiếu Kỳ có thêm sức ảnh hưởng trong nội bộ đảng. Tháng 4 năm 1959, ông kế nhiệm Mao Trạch Đông làm Chủ tịch nước Cộng hòa Nhân dân Trung Hoa. Tuy nhiên, tháng 8 năm 1969, Lưu Thiếu Kỳ bắt đầu bày tỏ quan ngại về kết quả của kế hoạch Đại nhảy vọt trong Hội nghị Lư Sơn. Để sửa chữa những sai lầm của Đại nhảy vọt, ông và Đặng Tiểu Bình lãnh đạo nhiều cuộc cải cách kinh tế nâng cao uy tín của hai người trong bộ máy đảng và trước quần chúng nhân dân. Những chính sách kinh tế do Đặng Tiểu Bình và Lưu Thiếu Kỳ ban hành, ôn hòa hơn những ý tưởng cực đoan của Mao Trạch Đông.

### Đối đầu với Mao Trạch Đông

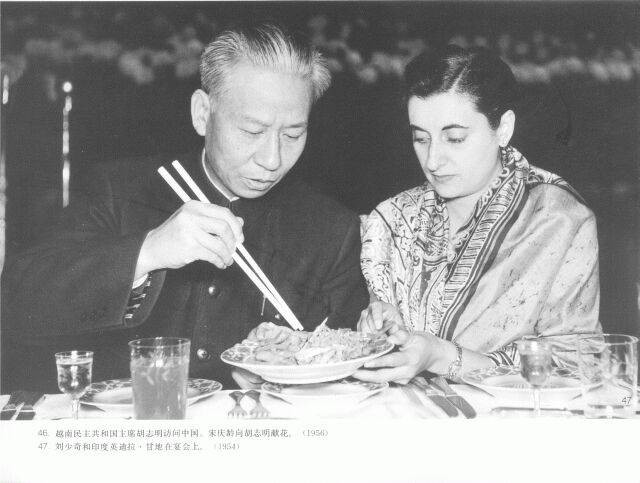
Lưu Thiếu Kỳ và Indira Gandhi, 1954

Năm 1961, Lưu Thiếu Kỳ từng được công khai công nhận là người kế thừa Mao Trạch Đông. Tuy nhiên, đến năm 1962, vì phản đối các chính sách của Mao Trạch Đông, ông không còn được vị lãnh tụ này tin tưởng. Sau khi Mao Trạch Đông thành công trong việc khôi phục lại uy tín vào những năm 1960, sự suy bại đến với Lưu Thiếu Kỳ như một "điều tất yếu". Vị trí nhà lãnh đạo ĐCSTQ quyền lực thứ hai mà Lưu Thiếu Kỳ đang nắm giữ làm tăng thêm mối hiềm khích ganh đua với Mao Trạch Đông, ít nhất cũng nhiều như niềm tin chính trị và lòng trung thành bè phái của ông vào những năm 1960, đặc biệt là trong và sau Hội nghị Bảy nghìn cán bộ, chỉ ra rằng những áp bức mà ông phải chịu đựng sau đó là kết quả của một cuộc tranh giành quyền lực vượt ra ngoài mục tiêu và phúc lợi của cả đất nước Trung Quốc lẫn đảng cầm quyền.

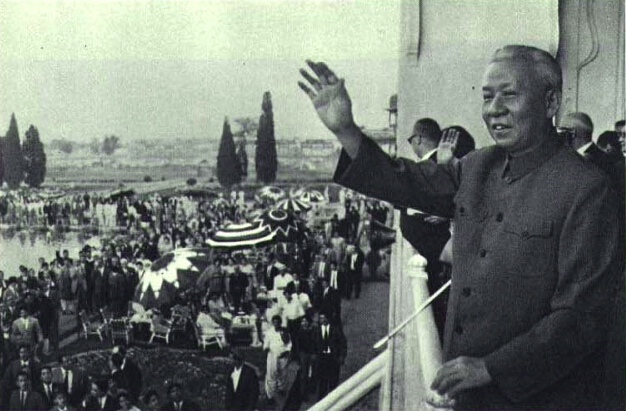
Lưu Thiếu Kỳ vào tháng 6 năm 1966, năm đầu tiên của phong trào Cách mạng Văn hóa

Đến năm 1966, một số nhà lãnh đạo Trung Quốc cấp cao đặt câu hỏi về sự cần thiết của một cuộc cải cách sâu rộng để chống lại nạn tham nhũng và quan liêu đang trỗi dậy trong nội bộ đảng và chính phủ. Với mục tiêu cải tổ chính phủ để nó hoạt động hiệu quả và đúng với lý tưởng Cộng sản hơn, Lưu Thiếu Kỳ chủ trì một cuộc họp Bộ Chính trị mở rộng, chính thức khai màn Cách mạng Văn hóa. Thế nhưng, Lưu Thiếu Kỳ và các đồng minh chính trị nhanh chóng mất quyền kiểm soát Cách mạng Văn hóa ngay khi vừa kêu gọi, vì Mao Trạch Đông đã sớm lợi dụng phong trào này để dần dần độc chiếm quyền lực chính trị và tiêu diệt những kẻ thù trong nhận thức của ông ta.
Dù nguyên nhân có là gì đi nữa, thì rõ ràng, Cách mạng Văn hóa năm 1966 đã công khai ủng hộ Mao Trạch Đông, trao cho ông quyền lực và sức ảnh hưởng để thanh trừng khỏi đảng mọi kẻ thù chính trị ở các cấp chính quyền cao nhất. Bên cạnh việc đóng cửa nhiều trường phổ thông và đại học trên khắp Trung Quốc, Mao Trạch Đông còn khuyến khích giới trẻ tùy tiện phá hủy các tòa nhà cổ, đền đài, tác phẩm nghệ thuật, tấn công các giáo viên, quản lý trường học, lãnh đạo đảng và cả phụ huynh. Cách mạng Văn hóa nâng cao uy tín cho Mao Trạch Đông nhiều đến mức nhiều làng xã đã áp dụng tập tục cầu nguyện lãnh tụ trước mỗi bữa cơm.
Trong cả nền chính trị quốc dân lẫn văn hóa đại chúng, Mao Trạch Đông tự coi mình như một á thần không phải chịu trách nhiệm trước bất kỳ ai, thanh trừng mọi kẻ bị nghi ngờ là dám chống lại ông ta, chỉ đạo quần chúng và Hồng vệ binh "phá hủy hầu như toàn bộ tổ chức đảng và nhà nước". Sau khi phong trào Cách mạng Văn hóa được công bố, hầu hết đảng viên ĐCSTQ cấp cao nhất, những người lưỡng lự trong việc tuân theo chỉ đạo của Mao Trạch Đông, bao gồm Lưu Thiếu Kỳ và Đặng Tiểu Bình, đều bị gạt khỏi các chức vụ đương nhiệm gần như ngay lập tức; và cùng với gia đình, phải chịu đựng hàng loạt chỉ trích và lăng nhục.
Lưu Thiếu Kỳ, Đặng Tiểu Bình và nhiều người khác, bị tố cáo là "theo phe tư bản". Lưu Thiếu Kỳ bị gán cho cái mác "kẻ phản bội" và "nhân vật theo phe tư bản hàng đầu trong đảng"; ông phải chuyển giao chức Phó Chủ tịch Đảng cho Lâm Bưu vào tháng 7 năm 1966. Đến năm 1967, Lưu Thiếu Kỳ và vợ là Vương Quang Mỹ chịu quản thúc tại gia ở Bắc Kinh. Tháng 10 năm 1968, ông bị tước hết chức vụ và khai trừ khỏi đảng. Sau thời gian cầm tù, Lưu Thiếu Kỳ không còn xuất hiện trước công chúng.

### Chịu phỉ báng, qua đời và được phục hồi danh dự

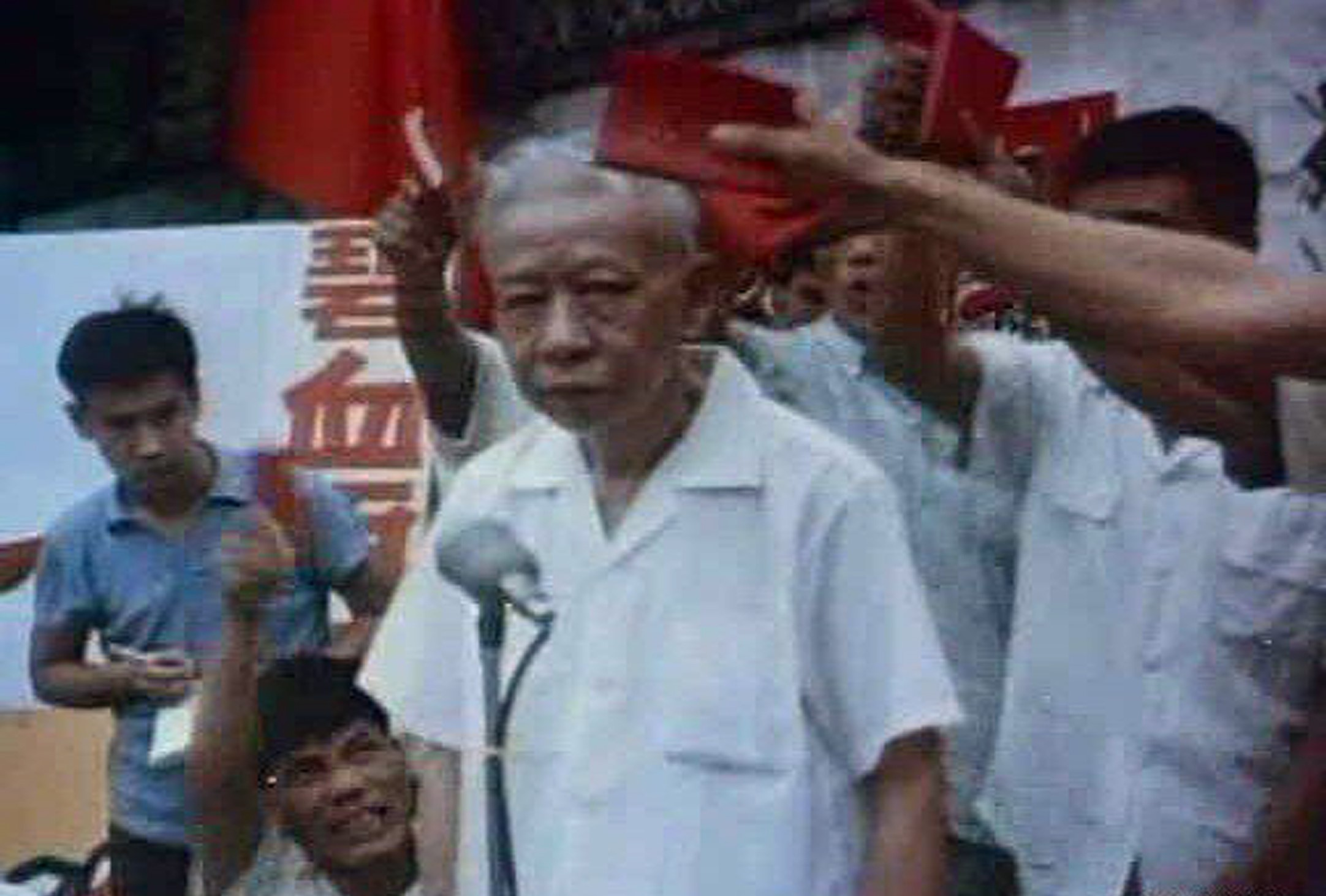
Lưu Thiếu Kỳ bị sỉ nhục trước công chúng tại một cuộc biểu tình thời Cách mạng Văn hóa

Hồng vệ binh thường xuyên đánh đập Lưu Thiếu Kỳ tại các buổi đấu tố công khai sau khi ông bị bắt vào năm 1967. Lưu Thiếu Kỳ không được cấp thuốc điều trị bệnh tiểu đường, cho đến lúc đó vẫn là một căn bệnh mãn tính, và bệnh viêm phổi mà mãi tới khi bị bắt ông mới bộc lộ triệu chứng. Lưu Thiếu Kỳ chỉ được điều trị khi Giang Thanh sợ rằng ông sẽ chết; Giang Thanh muốn giữ lại mạng sống cho Lưu Thiếu Kỳ để biến ông thành "mục tiêu sống" trong kỳ Đại hội Đảng lần thứ chín năm 1969.
Tại kỳ đại hội, Lưu Thiếu Kỳ bị tố cáo là nội gián, kẻ phản bội. Chu Ân Lai tuyên đọc bản án khẳng định Lưu Thiếu Kỳ là "kẻ phản bội, nội gián và chó săn chạy theo bè lũ đế quốc, những kẻ theo chủ nghĩa xét lại và bọn phản động Quốc dân đảng". Thể trạng của Lưu Thiếu Kỳ không khá khẩm hơn và ông qua đời ngay sau kỳ đại hội.
Trong cuốn hồi ký của mình, bác sĩ chính chịu trách nhiệm chăm sóc Lưu Thiếu Kỳ đã phản bác lại những cáo buộc về sự ngược đãi y tế mà vị cựu chủ tịch nước phải cam chịu suốt những năm tháng cuối đời. Theo bác sĩ Cố Khải Hoa, có một đội ngũ y tế chuyên trách trị bệnh cho Lưu Thiếu Kỳ; từ tháng 7 năm 1968 đến tháng 10 năm 1969, Lưu Thiếu Kỳ viêm phổi bảy lần do suy giảm hệ miễn dịch, và đã có tổng cộng 40 nhóm hội chẩn với các chuyên gia y tế hàng đầu bàn về việc điều trị căn bệnh này. Hàng ngày, một đội y tế luôn theo dõi ông chặt chẽ, sẵn sàng nỗ lực hết sức nếu có tình huống bất trắc xảy ra. Ngày 12 tháng 11 năm 1969, Lưu Thiếu Kỳ qua đời vì biến chứng tiểu đường và được hỏa táng ngay ngày hôm sau.
Tháng 2  năm 1980, hai năm sau khi Đặng Tiểu Bình lên nắm quyền, Hội nghị lần thứ năm Ban Chấp hành Trung ương Đảng Cộng sản Trung Quốc khóa XI đã ban hành "Quyết định về việc phục hồi danh dự cho đồng chí Lưu Thiếu Kỳ". Quyết định phục hồi hoàn toàn danh dự cho Lưu Thiếu Kỳ, tuyên bố việc khai trừ ông là không công bằng, xóa bỏ cái mác "phản đảng, phản bội và chó săn" gắn liền với nhà lãnh đạo này vào thời điểm ông qua đời. Nó cũng khẳng định Lưu Thiếu Kỳ là "một nhà cách mạng vô sản, nhà Mác-xít vĩ đại" công nhận ông là một trong những nhà lãnh đạo quan trọng của Đảng Cộng sản Trung Quốc. Lâm Bưu bị quy trách nhiệm là đã "ngụy tạo bằng chứng giả" chống lại Lưu Thiếu Kỳ, hợp tác với Bè lũ bốn tên khiến Lưu Thiếu Kỳ phải chịu "mưu hại chính trị và đày đọa thể xác". Một buổi lễ truy điệu trọng thị cấp quốc gia đã được tổ chức cho Lưu Thiếu Kỳ vào ngày 17 tháng 5 năm 1980, tro tàn của ông được rải xuống biển ở Thanh Đảo theo đúng di nguyện cuối cùng.
Ngày 23 tháng 11 năm 2018, Tổng bí thư Đảng Cộng sản Trung Quốc Tập Cận Bình có bài phát biểu tại Đại lễ đường Nhân dân ở Bắc Kinh nhân kỷ niệm 120 năm ngày sinh Lưu Thiếu Kỳ.

## Đời tư

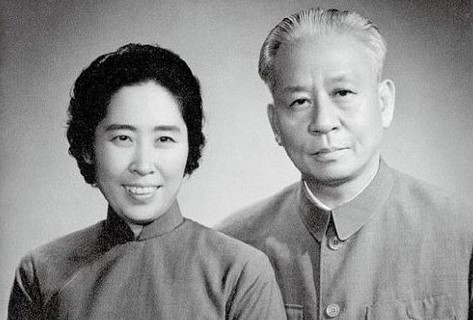
Lưu Thiếu Kỳ và người vợ Vương Quang Mỹ vào những năm 1960

Lưu Thiếu Kỳ kết hôn năm lần, hai trong số năm người vợ của ông là Hà Bảo Trân và Vương Quang Mỹ. Người vợ thứ ba của Lưu Thiếu Kỳ, Tạ Phi, quê ở Văn Xương, Hải Nam, là một trong số ít phụ nữ tham gia Vạn lý Trường chinh năm 1934. Vợ của Lưu Thiếu Kỳ vào thời điểm ông qua đời năm 1969, Vương Quang Mỹ, bị Mao Trạch Đông tống vào tù trong Cách mạng Văn hóa; bà đã phải sống trong điều kiện khắc nghiệt ở phòng biệt giam suốt hơn một thập kỷ. Con trai ông, nhà hóa học hạt nhân Lưu Doãn Bân cũng bị Hồng vệ binh tra tấn và ngược đãi, và tự sát ngày 21 tháng 11 năm 1967. Một con trai khác của ông, Lưu Nguyên, sau trở thành  Ủy viên Ban Chấp hành Trung ương Đảng Cộng sản Trung Quốc và thượng tướng Quân Giải phóng Nhân dân Trung Quốc.

## Tác phẩm
- Lưu Thiếu Kỳ (1984). Selected Works of Liu Shaoqi [Tuyển tập Lưu Thiếu Kỳ]. Quyển I (ấn bản thứ 1). Beijing: Foreign Languages Press. ISBN 0-8351-1180-6. Bản gốc lưu trữ ngày 6 tháng 12 năm 2020. Truy cập ngày 4 tháng 7 năm 2021.
- — (1991). Selected Works of Liu Shaoqi [Tuyển tập Lưu Thiếu Kỳ]. Quyển II (ấn bản thứ 1). Beijing: Foreign Languages Press. ISBN 0-8351-2452-5. Bản gốc lưu trữ ngày 6 tháng 12 năm 2020. Truy cập ngày 4 tháng 7 năm 2021.